# Port de Sóller

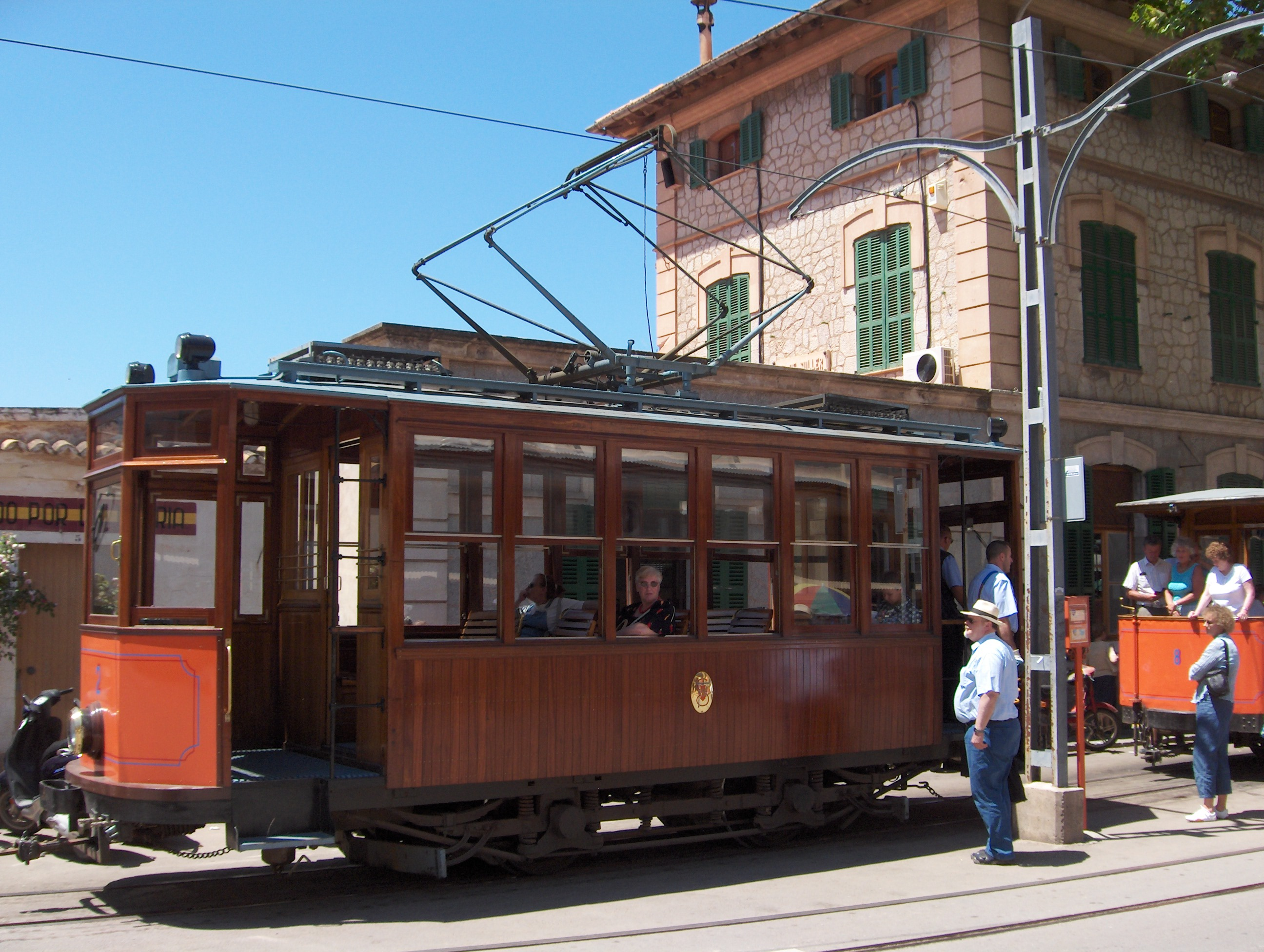
El tramvia a l'estació del Port

El Port de Sóller és un port natural de la Serra de Tramuntana i un nucli de població turístic que pertany al municipi de Sóller, a Mallorca. Té 2885 habitants (2009). Té una platja anomenada Platja d'en Repic.
Respecte de terra, es troba a 3 km de Sóller, poble al qual es troba unit per una carretera i per un dels pocs tramvies del nostre país, que és un dels principals reclams turístics del nucli. La Torre Picada, que vigila tota la badia, és una torre de guaita que fou construïda el segle xvi per defensar-se dels corsaris o dels pirates de la Barbaria. L'antic oratori de Santa Caterina s'ha reconvertit en un Museu de la Mar.
Respecte de la mar, es troba a la badia de Sóller, una petita badia situada entre el cap Gros de sa Moleta i el Forat des Dragó. Té una bocana de 450 metres però, un cop passats els dos caps, s'eixampla i té una amplada de 830 metres. Es Camp de sa Mar és un veïnat de la badia ubicat sobre una antiga llacuna.